# 願成寺 (伊賀市)

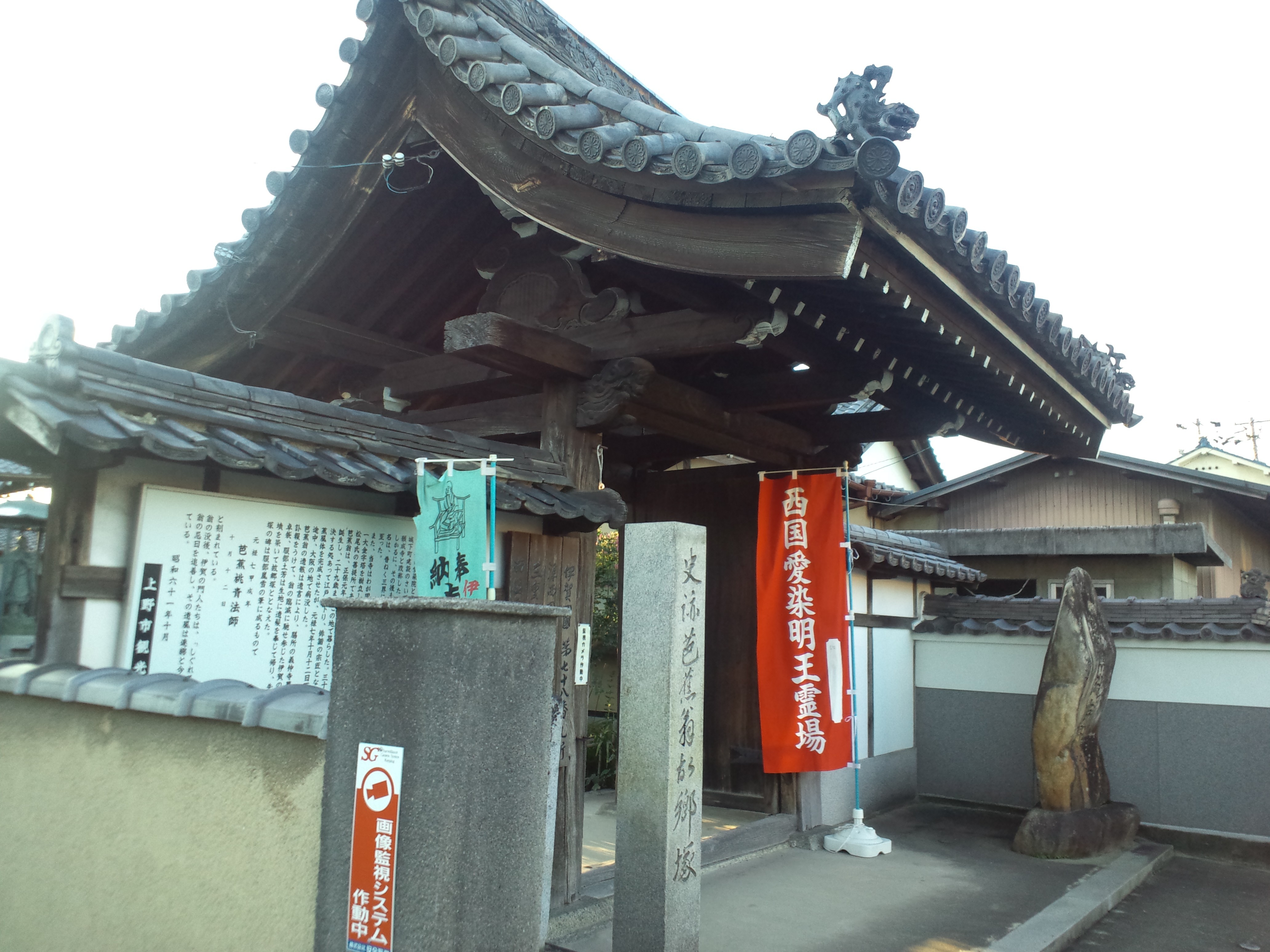
入口（山門）

願成寺（がんじょうじ）は、三重県伊賀市上野農人町にある、真言宗豊山派の仏教寺院。山号は遍光山（へんこうざん）、院号は愛染院（あいぜんいん）。本尊は愛染明王。

## 歴史
文治・建久年間（1185年 - 1199年）京都醍醐寺の寛深僧正が、後鳥羽天皇（在位1183年 - 1198年）の病気平癒祈願を、この地で行い平癒したことにより、天皇の命で寛深の信憑する、鏡覚阿闍梨を開基として、堂宇を建立したと伝わるが、天正の兵火により焼失している。その後寛文年間（1661年 - 1673年）に、実恵法印により再興され現在に至っている。

## 松尾芭蕉故郷塚
当山は俳諧松尾芭蕉家代々の菩提寺となっている。芭蕉は元禄7年（1694年）10月12日、旅の途中大坂で亡くなり、門弟らにより大津の義仲寺に葬られ、伊賀上野の門弟 服部土芳（蓑虫庵主）と貝増卓袋が、形見に芭蕉の遺髪を持ち帰り、松尾家の墓所に納め、後に故郷塚が築かれた。現在の場所に移されたのは芭蕉50回忌の元文3年 （1738年）の時と伝えられている。芭蕉没後伊賀の門弟達により、毎年「しぐれ忌」を催し今日まで続いている。ここ故郷塚には尾崎紅葉、川端康成ら多くの文人墨客が訪れている。

## 文化財

### 伊賀市指定記念物
- 芭蕉翁故郷塚　（史跡）昭和30年（1955年）8月25日指定[2]

## 年中行事
- 2月節分の日 - 節分会
- 4月8日 - 花まつり
- 8月26日 - 六夜会式、愛染明王縁日
- 10月12日 - 芭蕉祭墓前供養
- 春秋彼岸 - 彼岸会、無縁仏供養

## 周辺
- 松尾芭蕉生家
- 上野城（上野公園）

## アクセス
- 伊賀鉄道広小路駅より北東へ約0.4km
- 名阪国道 上野東インターチェンジより北へ約2.3km
- 名阪国道中瀬インターチェンジより西へ約2.5km